# Yekutiel ben Isaac
Yequtiel ben Isaac fue un poeta hispano-hebreo, talmudista y visir del reino taifa de Zaragoza de la primera mitad del siglo XI, muerto en 1039. 
Llegó a la corte del rey de la taifa de Zaragoza Mundir II huyendo de los disturbios provocados por las guerras civiles que sucedieron a la crisis del Califato de Córdoba a principios del siglo XI. Allí fue maestro del joven malagueño Ibn Gabirol, más conocido como Avicebrón y fue elevado por Mundir II a la dignidad de gran visir, un equivalente a lo que hoy conocemos como jefe de gobierno o primer ministro en los países anglosajones. Desde su cargo protegió y atrajo a la corte zaragozana a otros correligionarios suyos como el gramático Marwan Yonah ben Yanah o Mose ibn Chicatella ha Kohen ben Chicatella.
Ben Isaac murió asesinado en 1039 como consecuencia de las revueltas que sucedieron en Zaragoza a raíz del golpe de Estado perpetrado por Abd Allah ibn Hakam, en las que se vio implicado a consecuencia del alto cargo que desempeñaba con el destronado rey Mundir II. Su muerte fue cantada en sentidas elegías por su alumno Ibn Gabirol, como podemos observar en el fragmento siguiente:

Fíjate en el sol del ocaso, rojo,

como revestido de un velo de púrpura:

va desvelando los costados del norte y el sur,

mientras cubre de escarlata el poniente;

abandona la tierra desnuda

buscando en la sombra de la noche cobijo;

entonces el cielo se oscurece, como si

se cubriera de luto por la muerte de Yequtiel.